# Godley
Godley es una villa ubicada en el condado de Will en el estado estadounidense de Illinois. En el Censo de 2010 tenía una población de 601 habitantes y una densidad poblacional de 213,08 personas por km².

## Geografía
Godley se encuentra ubicada en las coordenadas 41°14′40″N 88°14′33″O / 41.24444, -88.24250. Según la Oficina del Censo de los Estados Unidos, Godley tiene una superficie total de 2.82 km², de la cual 2.82 km² corresponden a tierra firme y (0.09%) 0 km² es agua.

## Demografía
Según el censo de 2010, había 601 personas residiendo en Godley. La densidad de población era de 213,08 hab./km². De los 601 habitantes, Godley estaba compuesto por el 93.68% blancos, el 0.83% eran afroamericanos, el 0.5% eran amerindios, el 0% eran asiáticos, el 0% eran isleños del Pacífico, el 1.83% eran de otras razas y el 3.16% pertenecían a dos o más razas. Del total de la población el 3.99% eran hispanos o latinos de cualquier raza.